# Vicki Movsessian
Victoria „Vicki“ Movsessian, verh. Movsessian-Lamoriello, (* 6. November 1972 in Concord, Massachusetts) ist eine ehemalige US-amerikanische Eishockeyspielerin. Movsessian war von 1994 bis 1998 Mitglied der Frauen-Eishockeynationalmannschaft der Vereinigten Staaten und wurde mit dieser bei den Olympischen Winterspielen 1998 in Nagano Olympiasiegerin.

## Karriere
Movsessian verbrachte ihre Highschool-Zeit bis 1990 an der Arlington Catholic High School in Arlington im Bundesstaat Massachusetts und wechselte von dort ans Providence College. Während ihrer vierjährigen Zeit am College spielte sie dort für das Universitätsteam in der ECAC Hockey. Mit der Mannschaft gewann sie zwischen 1992 und 1994 dreimal in Folge die Meisterschaft der Division. Zweimal wurde sie am Ende der Spielzeiten 1991/92 und 1992/93 ins All-ECAC-Team berufen. Sie beendete ihre Collegekarriere schließlich am Ende der Spielzeit 1993/94, obwohl sie aufgrund eines gebrochenen Beins große Teile der Saison verpasste.
Nach Beendigung ihrer Collegezeit begann Movsessian für das Unternehmen Prudential Financial zu arbeiten, kündigte aber nach wenigen Wochen, um im US-amerikanischen Eishockeyverband USA Hockey zu trainieren. In den folgenden vier Jahren spielte sie bei den Weltmeisterschaften 1994 und 1997. Bei beiden Turnieren gewann die Verteidigerin die Silbermedaille. Beim erstmals ausgetragenen Fraueneishockeyturnier im Rahmen der Olympischen Winterspiele 1998 im japanischen Nagano krönte Movsessian schließlich ihre Karriere mit dem Gewinn der Goldmedaille. Anschließend beendete sie ihre aktive Karriere.

## Erfolge und Auszeichnungen
- 1992 ECAC-Meisterschaft mit dem Providence College
- 1993 ECAC-Meisterschaft mit dem Providence College
- 1994 ECAC-Meisterschaft mit dem Providence College

### International
- 1994 Silbermedaille bei der Weltmeisterschaft
- 1997 Silbermedaille bei der Weltmeisterschaft
- 1998 Goldmedaille bei den Olympischen Winterspielen

## Familie
Movsessian ist mit Chris Lamoriello, einem langjährigen Eishockeyfunktionär aus der National Hockey League verheiratet und trägt seitdem den Doppelnamen Movsessian-Lamoriello. Sie ist somit die Schwiegertochter seines Vaters Lou Lamoriello.